# Ла Мармора I (Салерно)
Ла Мармора I је насеље у Италији у округу Салерно, региону Кампанија.
Према процени из 2011. у насељу је живело 79 становника. Насеље се налази на надморској висини од 23 м.